# Marc Detton
Marc Pierre Detton, född 20 februari 1901 i Thorigny-sur-Marne, död 24 januari 1977 i Paris, var en fransk roddare.
Detton blev olympisk silvermedaljör i dubbelsculler vid sommarspelen 1924 i Paris.